# Кызыл-Адыр
Кызыл-Адыр (кирг. Кызыл-Адыр, до 1992 года — Кировское) — посёлок (село), районный центр в Айтматовском районе Таласской области Кыргызстана. Административный центр Кара-Бууринского аильного округа. Код СОАТЕ — 41707 215 818 01 0.

## Население
В 1999 году население села составляло 9964 человека (4875 мужчин и 5089 женщин). По данным переписи 2009 года, в селе проживало 10789 человек (5319 мужчин и 5470 женщин).
Расположено южнее Кировского водохранилища. В связи с сооружением водохранилища в 1965—1975 гг. бо́льшая часть районного центра — села была перенесена выше по течению реки Талас.
Вблизи находится район горной гряды Кызыл-Адыр (в переводе «Красные предгорья»). Своё название получили из-за цвета суглинков.

## Известные жители и уроженцы
- Лопухова, Пелагея Васильевна (1918—1999) — Герой Социалистического Труда.